# 芒特艾里 (新澤西州)
芒特艾里（英語：Mount Airy）是位於美國新澤西州亨特登縣的非建制地區。

## 歷史
芒特艾里的郵局於1885年設立，其後於1895年停運。

## 地理
芒特艾里所處的海拔為高於海平面79米（即259英呎），而該地所採用的時區為UTC-5，即北美东部时区（EST）。同時該地設有夏令時間，為UTC-5調快一小時，即UTC-4（EDT）。